# Adrino Aragão
Adrino Aragão de Freitas (Manaus, 6 de outubro de 1936), também conhecido como Adrino Aragão, é um escritor brasileiro. Ao lado do escritor mineiro Elias José (1936 – 2008), Adrino é um dos cultores, no Brasil, do miniconto – que ele define como “fábula, excluída a moral”.

## Biografia
Membro do Clube da Madrugada, Adrino Aragão escreveu sobre essa associação literária e artística amazonense: "O Clube da Madrugada nunca possuiu sede própria: seus escritores sempre se reuníram embaixo de um mulateiro [grande árvore da Amazônia] na Praça da Polícia [Praça Heliodoro Balbi, Centro, Manaus]. Mas sua existência transcendeu os limites geográficos dessa Praça. E, hoje, é reconhecido não apenas no Brasil, mas em várias partes do mundo".
Em 2001, Afrânio Coutinho e J. Galante de Souza incluíram o nome de Adrino Aragão na Enciclopédia de Literatura Brasileira. Ele é articulista regular da revista O Pioneiro, de Brasília, editada pelo poeta e jornalista Heitor Humberto de Andrade.
Joaquim Branco, doutor em Literatura Comparada pela UERJ, dedicou-se ao estudo da obra literária de Adrino Aragão, sobre a qual escreveu, em 2006, “Minimalista inquieto" [ligação inativa], versando sua tese pós-doutoral (UFRJ) o miniconto adriniano.

## Obras
Adrino Aragão publicou os seguintes títulos, entre coletâneas de contos, novelas, livros infanto-juvenis e uma antologia de contos:
- Roteiro dos vivos,
- Inquietação de um feto,
- As três faces da esfinge,
- Tigre no espelho,
- A verdadeira festa no céu,
- Os filhos da esfinge,
- No dia em que Manuelzão se encantou,
- História da Infância,
- Conto, não-conto e outras inquietações,
- A cabeça do peregrino cortada em triunfo pelos filhos do Cão,
- O champanhe

Além disso, publicou contos que vieram a lume em coletâneas diversas e ensaios literários publicados no Jornal do Brasil e em outros periódicos.